# Antonio Ascari
Antonio Ascari (Bonferraro, Italia; 15 de septiembre de 1888-Circuito de Montlhery, Francia; 26 de julio de 1926) fue un piloto de carreras italiano, padre de Alberto Ascari y pariente lejano de Tazio Nuvolari.

## Carrera

### Inicios
Antonio Ascari comenzó su carrera deportiva compaginando sus labores comerciales para marcas de coches con las de piloto probador de las mismas. Gracias a su trabajo en la marca Fiat, Ascari pudo acceder a sus vehículos en 1919, año en el que se reinició la actividad en los circuitos tras el parón provocado por la Primera Guerra Mundial. Su primer auto fue un  Fiat GP de 1914, y aunque se trataba de un vehículo bastante viejo, sabe aprovechar su oportunidad ante la falta de competencia al no haber coches de carreras. En este tiempo es cuando consigue destacar a nivel nacional ganando algunas carreras. Entre ellas cabe destacar la Parma-Poggio di Berceto en 1919. En cuanto a sus logros internacionales, se reducen a un abandono en la Targa Fiorio en la primera vuelta.

### Llegada a Alfa Romeo
Rápidamente, Antonio se hizo con el puesto de representante general de Alfa Romeo en Lombardía y conoce en 1920 a Enzo Ferrari. En 1921 vuelve a Sicilia para correr la Targa Fiorio, esta vez como piloto oficial de Alfa Romeo. Comparte escudería en esta época con Giusseppe Campari, Ugo Sviocci y el propio Enzo Ferrari.
En 1922 las victorias empiezan a llegar, sobre todo en la Targa Fiorio y, a petición suya, se pinta por primera vez el trébol de cuatro hojas, como símbolo de buena suerte. A consecuencia de los buenos resultados, el emblema, llamado “cuadrifoglio” pasa a ser el símbolo de Alfa. Alfa Romeo presenta su nuevo coche en Monza y prepara su salto a la categoría “Gran Premio” para el año 1923. Es en este año cuando los resultados en categorías inferiores son satisfactorios y los pilotos de Alfa Romeo vuelven a ganar en la Targa-Fiorio, Cremona y Mugello.
En octubre de 1923 se celebra el III Gran Premio de Monza donde debuta el nuevo bólido P1. Los pilotos oficiales de Alfa Romeo son Campari, Scivocci y Ascari. Ugo Scivocci, sin embargo, moriría al estrellarse en la actual Variante Ascari, en Monza. Alfa Romeo se retira del Gran Premio y para el resto de la temporada.
Enzo Ferrari mostró verdadera admiración por Antonio Ascari, como demuestra el hecho de que en su entorno le conocían como El Maestro. Por su parte, gracias a su talento, en 1924, Alfa Romeo logra arrebatarle a Fiat al mejor proyectista del momento, Vitorio Jano, quien pone a punto el primero de una serie de exitosos modelos concebidos para Alfa Romeo, el Alfa P2, de 8 cilindros turboalimentados. Entre tanto los pilotos vuelven a las categorías inferiores para volver a traer victorias a la marca. Para este tipo de carreras vuelven al modelo Alfa RL con el que acuden en abril a la cita anual con la Targa Florio. Es digno de mención que el corredor Werner, al que el público italiano obstaculizaba como solía hacer con todos los equipos extranjeros, pintó de rojo su coche en esta ocasión y consiguió burlar esta práctica antideportiva, adjudicándose la victoria. Le acompañan en el podio Massetti y Ascari.
En agosto de 1924 comienza la carrera más importante del calendario, el GP de Lyon, donde aparecen por primera vez los Alfa P2. Esta vez los pilotos son Campari, Wagner y Ascari. Un problema mecánico dejará a Ascari a una vuelta de terminar la carrera, ganada por Campari, seguido de Divo y Benoist de la marca La Delage. Sin embargo en el Gran Premio de España no hay representación de Alfa.
Y llegamos a Monza, donde los P2 se muestran intratables, especialmente el de Antonio Ascari que gana la prueba después de 5 horas de carrera.
Gracias a su popularidad y a los buenos resultados, Antonio Ascari solo será inscrito en los Grandes Premios en 1925. Este año el campeonato cuenta ya con 4 carreras: Bélgica, Francia, Italia y España. Es por esto que se empieza a gestar un Campeonato del Mundo Oficial con cuatro pruebas puntuables, además de las 500 millas de Indianápolis. Este campeonato solo puntúa a los equipos, por lo que no hay campeonato de pilotos como hoy en día.
En el año 1926, en el Circuito de Spa, Ascari y Campari mostraron su superioridad adjudicándose la victoria sobre el resto de corredores. Como anécdota cabe destacar que ganaron la carrera después de una larga parada en boxes donde los corredores comieron con mesa y mantel, como respuesta a un público que se mostró muy hostil.

## Fallecimiento

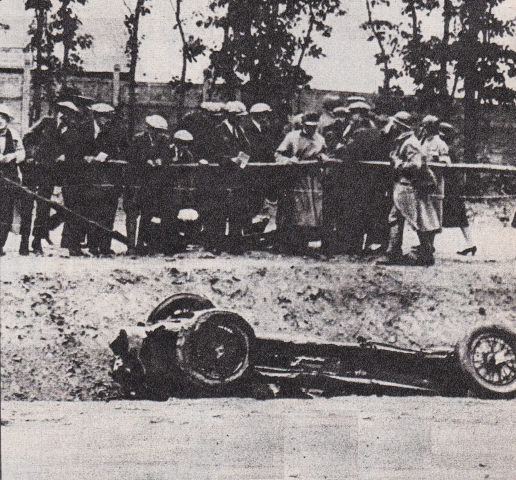
Restos del coche de Ascari luego del accidente fatal.

En el Gran Premio de Francia, segunda prueba puntuable del Campeonato del Mundo. 26 de julio, circuito de Montlhéry. Antes de comenzar el Gran Premio se produjo una polémica entre los comisarios de pista debido a la colocación alrededor de la pista de unas vallas de madera y unos alambres que hacían la carrera muy peligrosa. Si a esto le añadimos que las medidas de seguridad simplemente no existían, el resultado no podía ser otro. La carrera fue un despliegue de dominio por parte de los Alfa de Campari y Ascari, liderando este la carrera. El P2 de Antonio Ascari recorrió una gran curva de 500 metros de radio las veintiún vueltas transcurridas velocidad de 180 km/h. En la vuelta 23, el P2 de Ascari golpeó contra las vallas, se enredó con los alambres, volcó y dejó a Antonio Ascari debajo de la carrocería, malherido, fue trasladado a un hospital, donde Ascari murió.
Tras el accidente de Antonio Ascari, Alfa retiró a sus pilotos en señal de duelo, como sucedió con la muerte de Ugo Scivocci. Alfa no volvería a competir hasta el Gran Premio de Monza. Este hecho se refleja en la película Grand Prix de 1966 cuando Jean Pierre Sarty muere al caer por uno de los peraltes de Monza.
Es en esta carrera cuando Alfa Romeo da una nueva lección de pilotaje y su corredor Brilli Peri consigue la victoria dedicándosela a Antonio Ascari. Esta victoria hace a Alfa Romeo Campeón del Mundo por primera vez en la historia. Por ese motivo, el emblema de Alfa Romeo está rodeado por una corona de laurel.